# Comuna Halușciîna Hreblea, Novi Sanjarî
Halușciîna Hreblea (în ucraineană Галущина Гребля) este o comună în raionul Novi Sanjarî, regiunea Poltava, Ucraina, formată din satele Halușciîna Hreblea (reședința), Kociubeiivka și Mușîna Hreblea.

## Demografie
Componența lingvistică a comunei Halușciîna Hreblea
     Ucraineană (96,56%)
     Rusă (2,25%)
     Alte limbi (0,66%)
Conform recensământului din 2001, majoritatea populației comunei Halușciîna Hreblea era vorbitoare de ucraineană (96,56%), existând în minoritate și vorbitori de rusă (2,25%).